# Obo (Stadt)
Obo ist eine Stadt in der Zentralafrikanischen Republik und hat 14.402 Einwohner (Schätzung 2021). Sie ist die Hauptstadt der Präfektur Haut-Mbomou im äußersten Osten des Landes. Bei Obo liegen zwei Flugplätze, der Flugplatz Obo-Poste am Nordwestrand der Stadt sowie der Flugplatz Obo-M'boki bei der Ortschaft M'boki, etwa 60 Kilometer westlich von Obo.
Im Jahr 2011 war ein Armeekontingent aus Uganda in Obo stationiert. Das Kontingent war gegen das Vordringen der Lord’s Resistance Army gerichtet.